# St. Pius X. und St. Barbara (Salzgitter)
Die Kirche St. Pius X. und St. Barbara, oft auch nur kurz St. Pius X. genannt, war die katholische Kirche in Flachstöckheim, einem Stadtteil von Salzgitter in Niedersachsen. Zuletzt gehörte die Kirche zur Pfarrgemeinde St. Marien mit Sitz in Salzgitter-Bad, im Dekanat Goslar-Salzgitter des Bistums Hildesheim. Die Kirche war nach den heiligen Papst Pius X. und Barbara von Nikomedien benannt und befand sich in der Bergmannstraße 45. Heute ist St. Marien im etwa sechs Kilometer entfernten Stadtteil Salzgitter-Bad die nächstgelegene katholische Kirche.

## Geschichte
Durch den Aufbau der Reichswerke Hermann Göring und den Ausbau des Eisenerzbergbaus wurden ab 1937 in großem Umfang Arbeitskräfte nach Salzgitter geholt. Hierdurch wuchs auch der Anteil der katholischen Einwohner, und so wurden bereits ab Sommer 1938 die ersten katholischen Gottesdienste in einem Gasthaus von Flachstöckheim gehalten. Zuständig war die Pfarrkirche St. Marien in Salzgitter-Bad, der die am 21. Juli 1946 errichtete Pfarrvikarie Salzgitter-Flachstöckheim zugeordnet wurde. Dieser gehörten neben Flachstöckheim auch die umliegenden Dörfer Barum, Beinum, Cramme, Groß Flöthe, Lobmachtersen und Ohlendorf an. Die Gottesdienste wurden zunächst in einem Ladenraum des Gutes abgehalten, später auch in der evangelischen Kirche von Flachstöckheim. Ende 1950 gehörten bereits 1630 Katholiken zur Vikarie Flachstöckheim.
Am 18. Februar 1958 begann an der Bergmannstraße, am Ortsausgang nach Lobmachtersen, mit dem ersten Spatenstich der Bau einer eigenen Kirche und eines Pfarrhauses. Am 27. April des gleichen Jahrs erfolgte die Grundsteinlegung durch Pfarrer Groß, Dechant in Salzgitter-Bad. Am 26. April 1959 folgte die Konsekration der Kirche durch Bischof Heinrich Maria Janssen, nach dem bereits am 1. April 1959 die Kirchengemeinde (Kuratiegemeinde) Salzgitter-Flachstöckheim eingerichtet worden war. Ab dem 1. November 2006 gehörte die Kirche zur Pfarrgemeinde St. Marien. Ab dem 1. Juli 2007 gehörte die Kirche zum damals neu errichteten Dekanat Goslar–Salzgitter, zuvor gehörte sie zum Dekanat Salzgitter.
Am 12. Dezember 2008 wurde die Kirche durch Generalvikar Werner Schreer profaniert, zu diesem Zeitpunkt gehörten zum Einzugsgebiet der Kirche noch 635 Katholiken. Im Oktober 2009 wurden das Kirchengebäude und das Pfarrhaus abgerissen. Das über 3.600 m² große Grundstück wurde in drei kleinere Grundstücke aufgeteilt und vom Bistum Hildesheim zum Verkauf angeboten. Es ist die Errichtung von drei Einfamilienhäusern geplant. Im Herbst 2014 begann der Bau des ersten Einfamilienhauses.

## Architektur und Ausstattung
Der turmlose Massivbau wurde nach den Plänen von Josef Fehlig errichtet und befand sich in rund 107 Meter Höhe über dem Meeresspiegel. Mittig an der Rückwand des Altarraumes befand sich der Tabernakel, darüber, als Symbol für die Eucharistie, das Bildnis eines Pelikan, der sich die Brust aufreißt, um seine Jungen mit Blut zu füttern. Der Künstler Wilhelm Keudel (1913–1972) aus Salzgitter entwarf dieses Bild, sowie auch die Fenster, die durch die Firma Garms aus Hildesheim hergestellt wurden. Vor dem Abbruch der Kirche wurden die kleinen bunten Fenster aus der Wand gelöst, neu gefasst und an Gemeindemitglieder verkauft. Auch die Schutzmantelmadonna rechts neben dem Altarraum wurde von Keudel gestaltet. Die Orgel, der Altar und weitere Teile der Inneneinrichtung kamen nach der Profanierung nach Polen.